# Minerve
Minerve (okzitanisch Menèrba) ist eine südfranzösische Gemeinde mit 96 Einwohnern (Stand 1. Januar 2022) im  Département Hérault in der Region Okzitanien. Neben Montségur, Quéribus, Puivert und Peyrepertuse war sie eine Festung der Katharer.
Minerve ist als eines der Plus beaux villages de France, der schönsten Dörfer Frankreichs, klassifiziert.

## Geografie

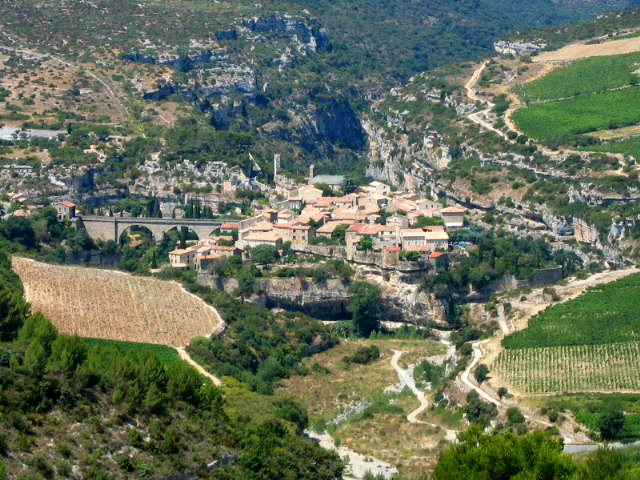
Ansicht aus der Luft

Nordansicht

Der mittelalterliche Ort wurde auf einem Felsen errichtet, der sich zwischen den Flüssen Briant und Cesse erstreckt. Er ist ausschließlich durch eine kleine Brücke und einen Felsgrat mit der umliegenden Hochebene, den Causses, verbunden. Minerve ist heute ein bekannter Ausflugsort inmitten von Weinbergen – dem Minervois. Die beeindruckende Landschaft zieht auch viele Höhlenforscher an. Das Gemeindegebiet gehört zum Regionalen Naturpark Haut-Languedoc.
Das Dorf liegt rund 280 Meter über dem Meer. Der Name der römischen Gründung leitet sich von der Göttin Minerva ab.

## Geschichte

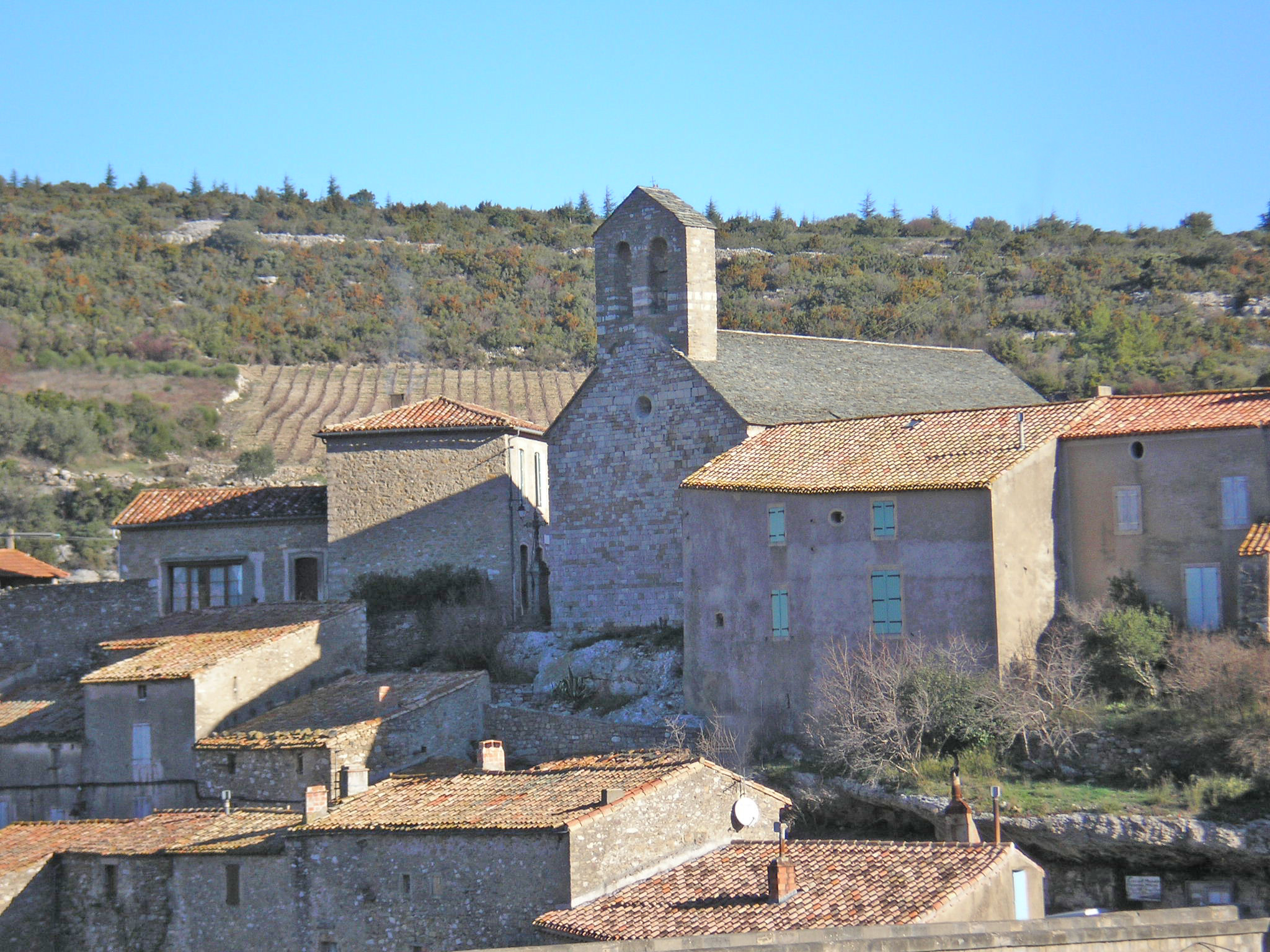
Die Kirche Saint-Étienne

Die romanische Kirche Saint-Étienne wurde bereits 456 geweiht und ist bekannt durch ihren weißen Marmoraltar. In der Nähe der Kirche befindet sich das ehemalige Haus der Katharer-Priester mit einer Tür des Templer-Ordens aus dem 13. Jahrhundert sowie der achteckige Turm La Candéla als einzige Spur der Burg und der Befestigungsanlagen.
Besondere Erwähnung findet hier das Massaker an den 140 Einwohnern im Jahr 1210. Der Graf von Carcassonne Simon IV. de Montfort wurde vom Papst Innozenz III. sowie dem französischen König Philipp II. mit dem Motto „Caedite eos, novit enim Dominus qui sunt eius!“ (deutsch: „Schlagt alle tot, Gott kennt die Seinen!“) beauftragt, alle Katharer in Okzitanien im Albigenserkreuzzug zu stellen.
Eine kleine Anzahl von Katharern flüchtete nach dem Blutbad von Béziers vom 22. Juli 1209 nach Minerve und verschanzte sich dort. Nach mehreren Wochen der Belagerung fiel der Ort Minerve in die Hand der Kreuzritter. Am 22. Juli 1210 entschlossen sich die Katharer unter dem Burgherrn Guillaume de Minerve, der kein Katharer war, zur Aufgabe. Der Zisterzienser-Abt Arnaud-Amaury – später Erzbischof von Narbonne – versprach als geistlicher Führer des Kreuzzuges zwar freien Abzug unter der Voraussetzung, sie kehrten zur katholischen Kirche zurück, auch für die in der Stadt verbliebenen Katharer. Außerhalb der Stadt wurden jedoch rund 140 Katharer auf dem Scheiterhaufen verbrannt oder im Sumpf ertränkt.
Die Stadt und die Burg von Minerve wurde zunächst Sitz der Garnison des Königs, verlor aber ihre Bedeutung und wurde aufgegeben. Auf Befehl von Ludwig XIII. wurde die Burg 1637 geschleift.

### Bevölkerungsentwicklung
| Jahr                       | 1962 | 1968 | 1975 | 1982 | 1990 | 1999 | 2009 | 2017 |
| Einwohner                  | 138  | 125  | 106  | 112  | 104  | 111  | 125  | 121  |
| Quellen: Cassini und INSEE |      |      |      |      |      |      |      |      |

## Kultur

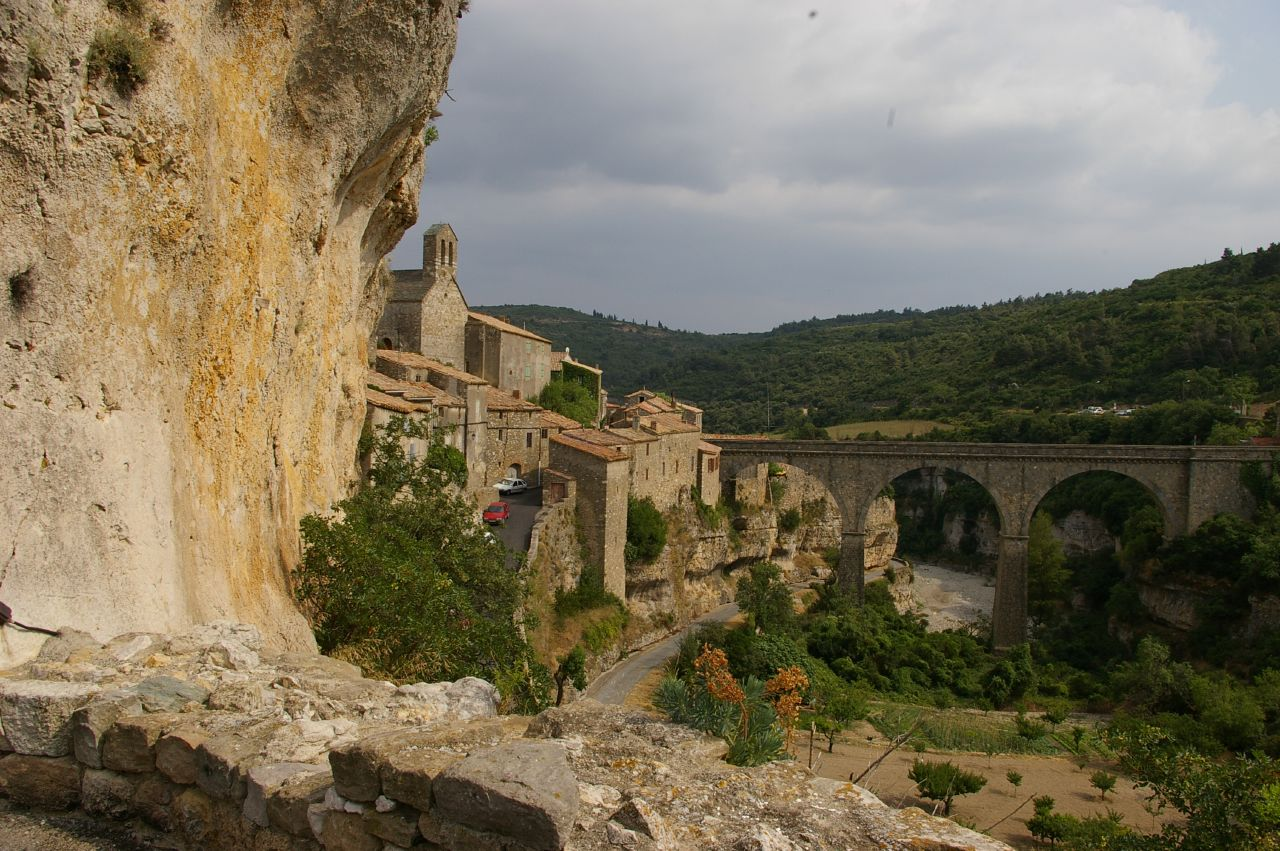
Die Brücke über die Cesse

Minerve beherbergt das Museum für Archäologie und Paläontologie („Musée d’Archéologie et de Paléontologie“). In diesem kleinen Museum sind 600 Millionen Jahre alte Fossilien ausgestellt sowie vorgeschichtliche Gegenstände und römische und westgotische Dokumente gesammelt. Die erste Bewohnung der umliegenden Höhlen wird auf vor etwa 170.000 Jahren geschätzt.

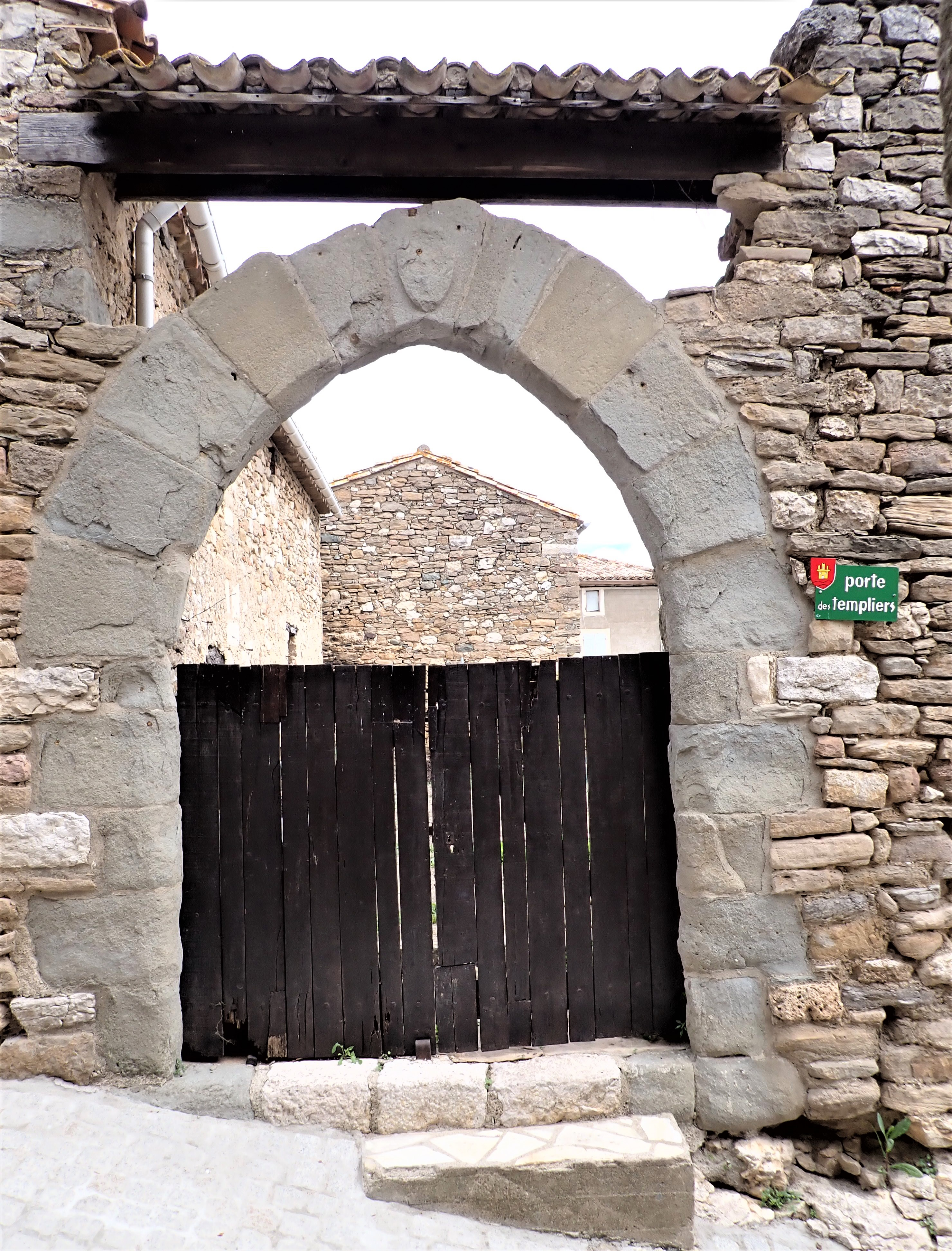
Tor der Templer, Rue des Glycines, Minerve

Das Musée Hurepel zeigt eine Ausstellung zu den Katharern.